# Luke Donald

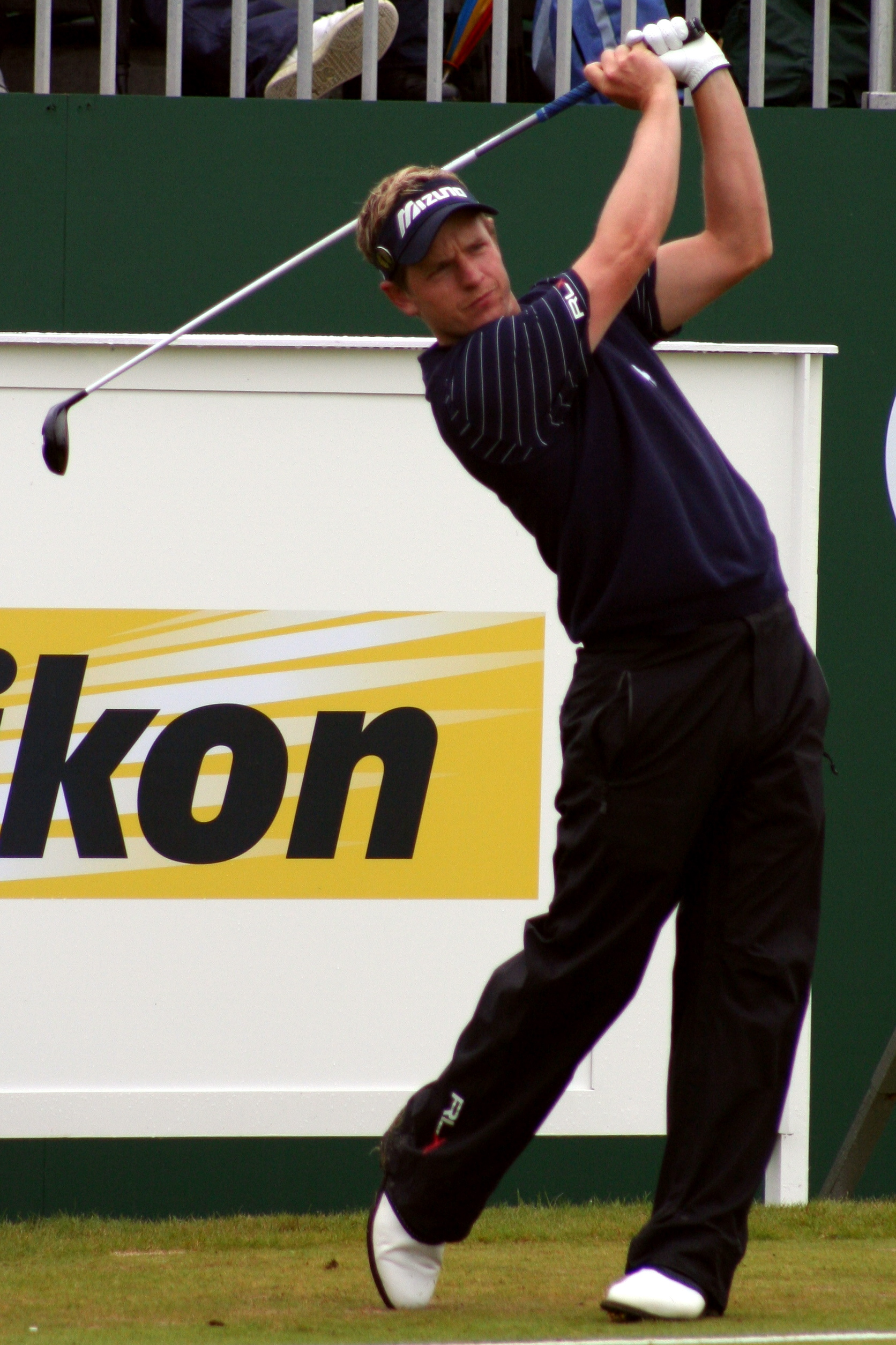
Luke Donald

Luke Campbell Donald, född 7 december 1977 i Hemel Hempstead, är en brittisk golfspelare.
Liksom många andra brittiska golfspelare tog Donald examen på ett amerikanskt universitet med inriktning på golf. Universitetet var Northwestern University där han tog examen i konst. Han vann herrarnas NCAA-titel 1999 och blev professionell 2001. Året efter vann han Southern Farm Bureau Classic vilket i februari 2006 var hans dittills enda seger på den amerikanska PGA-touren. På PGA European Tour har han vunnit två tävlingar, Omega European Masters och Scandinavian Masters. År 2004 var han en av spelarna i Europas segrande Ryder Cup-lag och han vann även WGC-World Cup för England i lag med Paul Casey. Tidigt 2005 låg han bland de 20 bästa på golfens världsranking där hans bästa placering är en 13:e plats som han nådde efter att ha kommit trea i 2005 års The Masters Tournament. Hans största seger kom 2011 då han vann WGC Accenture Match Play Championship, efter att ha slagit Martin Kaymer i finalen.
I maj 2011 blev han världsetta.
2011 blev han den förste golfspelaren någonsin som vunnit penningligan både i USA och Europa.
Donald var tillsammans med Tom Watson en av de spelare som gick de sista två rundorna med Jack Nicklaus i hans sista golftävling i karriären, 2005 års Open Championship på Old Course i St Andrews.

## Meriter

### Segrar på PGA Tour
- 2002 Southern Farm Bureau Classic
- 2006 The Honda Classic
- 2011 WGC Accenture Match Play Championship, Children's Miracle Network Classic
- 2012 Transitions Championship

### Segrar på Europatouren
- 2004 Omega European Masters, Scandinavian Masters
- 2010 Madrid Masters
- 2011 WGC Accenture Match Play Championship, BMW PGA CHAMPIONSHIP, The Barclays Scottish Open
- 2012 BMW PGA CHAMPIONSHIP

### Övriga professionella segrar
- 2005 Target World Challenge

### Lagtävlingar
Som amatör
- Walker Cup: 1999 (segrare), 2001 (segrare)
- Eisenhower Trophy: 1998 (segrare), 2000
- St Andrews Trophy: 1998, 2000 (segrare)
- Jacques Leglise Trophy: 1995 (segrare)

Som professionell
- Ryder Cup 2004 (segrare), 2006 (segrare), 2010 (segrare) 2012 (segrare)
- WGC-World Cup 2004 (segrare), 2005